# Bēltum
Bēltum war Prinzessin von Qatna, Tochter des dortigen Königs Iški-Adad und Ehefrau von Jasmaḫ-Addu, dem assyrischen Gouverneur von Mari. Sie lebte im Palast von Mari, wo mehrere ihrer Briefe gefunden wurden. Diesen zufolge war sie mit ihrem Leben dort unglücklich. Ferner ist ein Brief Šamši-Adads I. bekannt, in welchem dieser seinen Sohn davor warnt, seine Frau zu vernachlässigen. Es ist unbekannt, ob sie die Stadt verließ, nachdem ihr Ehemann von Zimrī-Līm vertrieben worden war. Es muss jedoch damit gerechnet werden, dass sie mit Regierungsantritt desselben nach Qatna zurückkehrte.